# Erylus proximus
Erylus proximus is een sponzensoort uit de familie Geodiidae in de klasse gewone sponzen (Demospongiae).
De wetenschappelijke naam van de soort werd in 1916 gepubliceerd door Dendy.